# Conrad McRae
Conrad Bastien McRae (ur. 11 stycznia 1971 w Nowym Jorku, zm. 10 lipca 2000 w Irvine) – amerykański koszykarz występujący na pozycjach skrzydłowego oraz środkowego.
W 1989 wystąpił w meczu gwiazd amerykańskich szkół średnich - McDonald’s All-American.
W 1999 podpisał 10-dniowy kontrakt z Denver Nuggets. Został on jednak unieważniony po tym jak zasłabł dwukrotnie podczas treningów. Rok później został zaproszony do udziału w letniej lidze NBA, w barwach Orlando Magic. Podczas jednego z treningów upadł na parkiet i zmarł na skutek ataku serca, w wieku 29 lat.
Magazyn koszykarski Slam uznał go za jedną z największych gwiazd koszykówki ulicznej w historii, podobnie jak i kilka innych wydawnictw oraz portali internetowych.

## Osiągnięcia
NCAA
- Uczestnik rozgrywek NCAA Sweet Sixteen (1990)
- Mistrz turnieju konferencji Atlantic Coast (1992)
- Lider sezonu zasadniczego konferencji ACC (1990, 1991)

Drużynowe
- Zdobywca Pucharu Koracia (1996)
- Mistrz Turcji (1996)
- Wicemistrz:
  - Włoch (1997)
  - Francji (1995)
  - Grecji (1998)
- Zdobywca Pucharu Turcji (1996)
- 4. miejsce w Pucharze Koracia (1995)
- Uczestnik rozgrywek:
  - Pucharu Koracia (1993–1996)[6]
  - Euroligi (1996–1999)[6]

Indywidualne
- Uczestnik meczu gwiazd:
  - FIBA EuroStars (1996, 1998)[6]
  - francuskiej ligi LNB Pro A (1995)
- Lider w blokach ligi:
  - włoskiej (2000)
  - francuskiej (1995 – 3,1)[7]

Reprezentacja
- Mistrz Ameryki U–19 (1990)[8]